# Oxysternon durantoni
Oxysternon durantoni là một loài bọ cánh cứng trong họ Bọ hung (Scarabaeidae).